# دریای طوفانی در اترتا
دریای طوفانی در اترتا (انگلیسی: Stormy Sea in Étretat) یک نقاشی چشم‌انداز رنگ روغن بر روی بوم، اثر نقاشِ امپرسیونیسم فرانسه، کلود مونه است. این نقاشی در سال ۱۸۸۳ در اترتا طرح شد و در حال حاضر در موزهٔ هنرهای زیبای لیون قرار دارد.
این نقاشی به تصویر می‌کشد دریای طوفانی را در یک روز زمستانی، صخره‌ای که در تصویر دیده می‌شود صخره اترتا است که به سن-ماریتیم هم مشهور است، مونه سال‌های زیادی را در این شهر گذراند و چند بار در زمستان ۱۸۶۴ تا ۱۸۶۵ آنجا ماند و طرح‌هایی را بر پردهٔ نقاشی کشید، مونه این نقاشی را در فوریه ۱۸۸۳ از پنجرهٔ هتلی که در آن اقامت داشت کشید، پس از اتمام طرح، این نقاشی توسط پل دوراند روئل خریداری شد و در نهایت جزو اموال موزهٔ هنرهای زیبای لیون در سال ۱۹۰۲ گردید.
نقاشی دریای طوفانی اترتا از چهار عنصر عمده شکل گرفته که هر کدام در روش متفاوتی طرح گردیده‌اند، در پیش‌زمینهٔ اثر. یک ساحل کوچک به چشم می‌خورد که در سمت چپ قایق‌های قدیمی دیده می‌شوند در حالی که لبریز از انبوه کاه هستند، دو ماهیگیر با قایق‌های خود که در وضعیت بدی به گِل نشسته‌اند دیده می‌شود، در سمت چپ و در پس‌زمینهٔ اثر، صخرهٔ مشهور اترتا دیده می‌شود که اشکال مختلف سنگ‌هایش توسط قلم‌مو به شکل برانگیخته کاملاً مشهود است و در نهایت بخش بالایی اثر که نقاشی آسمان است و رنگ‌آمیزی آن بیانگر یک پرده از بارانی است که در راه است